# ソーシャルスキルトレーニング
| 予 防          | 1. 全体的 2. 選択的 3. 指示的                                                                                               |
| 治 療 と リ ハ | 1. 症例特定 2. 早期介入 3. 根拠に基づく治療 4. 再発防止 5. 技能訓練 6. 援助付き雇用 7. 認知の改善 8. 包括的ケアマネジメント |

ソーシャルスキルズトレーニング（英語: Social Skills Training, SST）、社会生活技能訓練（しゃかいせいかつぎのうくんれん）とは、カリフォルニア大学ロサンゼルス校の医学部精神科教授のロバート・ポール・リバーマン（Robert Paul Liberman, 1937年 - ）が考案した心理社会的療法。困難を抱える状況の総体をソーシャルスキル（社会技能）と呼ばれるコミュニケーション技術の側面からとらえ、そのような技術を向上させることによって困難さを解決しようとする技法である。
SSTにおいては、患者は疾患によって長期間社会との繋がりが断たれたため、生活技能や自信を喪失し、社会適応が阻害されていると考える。再び社会生活の技能を獲得するプロセスが、SSTのアプローチである。
コーチング(coaching)、アサーショントレーニング(assertion training)、問題解決技法などとも関係がある。SSTは、認知行動療法と社会的学習理論に基づいたアプローチである。

## 技法
ソーシャルスキルは、そのテーマを自由に選ぶことができ、またトレーニングの方法も多彩であるが、主にボトムアップ(bottom up)、モデリング(modeling)、ロールプレイ(role play)、ホームワーク(homework)、フィードバック(feedback)などがパッケージになっている。
基本訓練モデル
1. 練習課題と練習場面の設定
2. 予行演習のロールプレイ
3. 良い点と改善点を挙げる（正のフィードバック）
4. 改善点に基づくロールプレイ（モデリングとリハーサル）
5. さらに良い点を挙げ宿題設定

SSTは認知行動療法（CBT）の1つと位置づけられるが、最も重要であるホームワークとフィードバックにやや難を持つ技法である。具体的には「ここが良かったが、さらに良くするには…」の様に、対象者を「認める」こと、すなわち学習が成立し、定着するためには適切な強化または消去を受けなければならないが、対象者の持つ生活空間がそのようなフィードバック機能を持たない場合、SST自体が単なるイベントで終わる可能性がある。

## 適応
適応は、精神疾患だけではなく、矯正施設や児童施設でも用いられる。
英国国立医療技術評価機構（NICE）は、注意欠陥・多動性障害（ADHD）を持つ児童青年に対し、CBTと並んでSSTを推奨している。またNICEは、統合失調症および精神病の患者に対しては、SSTをルーチン実施してはならないとしている。
発達障害がある者の中で、学習障害（ディスレクシア）のみを有する人に対しては、社会性の問題があるわけではないケースが殆どであることから、適用する必要がないとしている。